# Лайтабаншаґ
Лайтабаншаґ (угор. Lajtabánság, нім. Leithabanat, Leitha-Banschaft) — угорське державне утворення, яке виникло після розпаду Австро-Угорської монархії на території сучасної австрійської федеральної землі Бурґенланд та угорського міста Шопрон. Існувало у період з 4 жовтня по 5 листопада 1921 року, між підписанням Тріанонської угоди та вступом Бурґенланду до складу Австрії.

## Історія
У 1921 році Бурґенланд, згідно з Тріанонською та Сен-Жерменською мирними угодами, мав бути переданий Австрії.

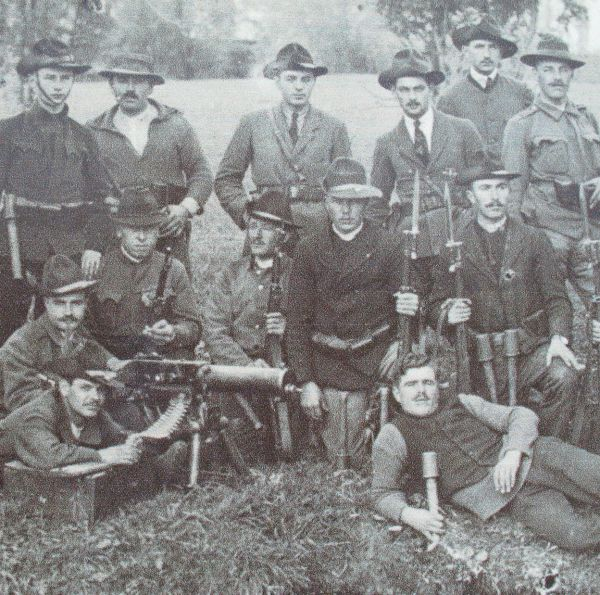
Вояки «Rongyos Gárda»

Восени 1921 року угорський підполковник Пал Пронаї, на чолі ополчення Rongyos Gárda («Гвардія голодранців»), яке було сформоване з антикомуністів після розпаду Угорської Радянської Республіки, головним чином з селян, студентів та демобілізованих військовиків, пішов у Бурґенланд на допомогу угорським повстацям, які виступили проти передачі Австрії західних угорських територій. До середини вересня 1921 року «Rongyos Gárda» та угорські повстанців, які на той час вже налічували 3500-4000 осіб, взяли під свій контроль територія Західної Угорщини, нині Бурґенланду.
4 жовтня 1921 року було проголошено створення незалежної держави Лайтабаншаґ на чолі з Пронаї. Керівниками Лайтабаншаґ також були Юлій Остенбурґ-Маравек та колишній прем'єр-міністр Угорщини Іштван Фрідріх.
Територія новоствореної держави охоплювала майже всі спірні території, на які претендувала Австрія та Угорщина. У Лайтабаншазі переважно військові призначалися на керівні посади. Було випущено в обіг поштові марки новоствореної держави, зроблені перші кроки щодо демаркації кордонів.
Ситуація зі створенням нової держави була невигідна як Австрійській республіці, та і Угорському королівству, що підштовхнуло їх до перемовин щодо вирішення цієї проблеми на дипломатичному рівні. 11 жовтня 1921 року розпочались перемовини між Австрійською республікою та Угорським королівством, за участю міністра закордонних справ Італії П'єтро Томмазо делла Торетта. У перемовинах брали участь канцлер Австрії Йоганн Шобер, угорські прем'єр-міністр Іштван Бетлен та міністр закордонних справ Міклош Банфі. На перемовинах було досягено домовленостей про референдум населення спірних територій, на якому має бути вирішено територіальну приналежність, та: «незаконні збройні формування повинні невідкладно скласти зброю», та «населення Західної Угорщини, що не проживає там на постійній основі, повинно негайно покинути територію». Референдум було погоджено провести спочатку в Шопроні, а вже потім на прилеглих територіях, проте ці два голосування мали бути визнані як одне та вважатися єдиним референдумом. Збройні сили Антанти мали забезпечувати мирний перебіг голосування. Протягом 8 днів після завершення референдуму територія мала відійти до країни, за приєднання до якої висловилась більшість учасників плебісциту. Протокол зустрічі та зміст угоди були затверджені одноголосно. Рада Послів у Парижі ратифікувала протокол перемовин 27 жовтня 1921 року.
Після перемовин, 5 листопада 1921 року, Лайтабаншаґ припинив своє існування.
Референдум відбувся 14 грудня в Шопроні, а на прилеглих територіях — 16 грудня 1921 року. У Шопроні 65 % населення (15334 особи) проголосувало за повернення міста та прилеглих територій до складу Угорщини, а 34,9 % (8227 осіб) висловилось за збереження статусу австрійської території. Таким чином Шопрон відійшов до Угорського королівства, інша ж територія Бурґенланду залишилась у складі Австрійської республіки.